# Locos de amor 2
Locos de amor 2 es una película cómica y musical peruana de 2018, dirigida por Frank Pérez-Garland. Es la secuela de la película taquillera Locos de amor y es protagonizada por Carlos Alcántara, Marco Zunino, Paul Vega, Vanessa Saba, Bruno Ascenzo, Johanna San Miguel, Wendy Ramos y Érika Villalobos, fue estrenada el 14 de febrero de 2018 en los cines peruanos.

## Sinopsis
¿Qué pasa si juntas a un descorazonado melómano con una despechada consejera romántica y su amiga hot recién llegada de Miami? ¿O a una mujer desesperada por ser mamá con un padre soltero y un fracasado marido en el medio? ¿O a una mujer que solo quiere divertirse con un hombre que solo piensa en ella? El resultado es una muy divertida comedia romántica donde los personajes descubren que nunca es tarde para volvernos locos de amor.

## Reparto
- Carlos Alcántara como Vicente
- Vanessa Saba como Daniela
- Marco Zunino como Nicolás
- Érika Villalobos como Alejandra
- Johanna San Miguel como Soledad
- Wendy Ramos como Lola
- Paul Vega como Luis Izquierdo «Lucho»
- Bruno Ascenzo como Miki[2]
- Julián Gil como Gianprieto[3]
- Pilar Brescia como Regina
- Thiago Basurto como Vasco
- Nicolás Galindo como Ingeniero
- Mayra Goñi
- Bernie Paz
- Sergio Paris
- Sandro Calderón
- Joanna Boloña
- Charles Levy
- Lorena Caravedo
- Stefano Salvini
- Gonzalo Revoredo
- Norka Ramírez
- Adita López
- Álex Velázquez

## Filmación
El rodaje de la película inició en agosto de 2017, donde se sumaron nuevos actores como Marco Zunino, Vanessa Saba, Paul Vega, entre otros.

## Banda sonora
- «Todo se derrumbó dentro de mí» de Emmanuel
- «¿Cómo te va, mi amor?» de Pandora
- «O quizás simplemente le regale una rosa» de Leonardo Favio
- «Lluvia» de Luis Ángel
- «A quién le importa» de Alaska y Dinarama
- «Sólo pienso en ti» de Guillermo Dávila
- «Hoy tengo ganas de ti» de Miguel Gallardo
- «Maldita primavera» de Yuri
- «Será porque te amo» de Ricchi e Poveri
- «Vale la pena» de Marcos Llunas
- «Amante bandido» de Miguel Bosé
- «Te amaré» de Miguel Bosé
- «Debes comprenderme» de i Pooh
- «Un montón de estrellas» de Polo Montañez
- «Yo no te pido la luna» de Daniela Romo
- «Locos de amor» de Yordano

## Secuela
En septiembre de 2019, se anunció el inicio del rodaje de la tercera parte para el 2020, Locos de amor 3, esta vez protagonizada por Sergio Galliani, Aldo Miyashiro, Orlando Fundichely, Leonardo Torres Vilar, Ebelin Ortiz, Katia Condos, Patricia Portocarrero y Rebeca Escribens. Fue estrenada el 13 de febrero de 2020.